# Сир яблучний
Яблучний сир (пол. ser jabłeczny, лит. obuolių Suris) — в кухні литовській і польській, солодкий виріб з яблук. Всупереч назві, не має нічого спільного з сиром — молочним продуктом: назва використовується через подібність процесу виробництва та остаточну форму обох продуктів. Яблучний сир готують шляхом смаження яблучного пюре з цукром або медом. Готовий продукт має компактну, тверду консистенцію, що дозволяє нарізати його кубиками або скибочками. Приблизно 1 кг сиру виробляється з 5 кг яблук.
Як додатки смакові та ароматні використовуються горіхи та сухофрукти (наприклад, суха, терта або зацукрована цедра апельсина , мигдаль), горіхи та спеції (наприклад, кориця, кардамон, гвоздика, запашний перець, мускатний горіх). Для отримання естетичного вигляду іноді використовуються барвники у вигляді натуральних соків, наприклад, з буряка.
У минулому яблучні сири цінувалися за високу харчову цінність і тривалий термін зберігання. Вони зберігалися багато місяців у вигляді добре висушених і покритих цукром кубиків. У Литві їх подають з гірким чаєм, кавою чи вином.
У Польському переліку традиційних продуктів з 15 лютого 2007 року назва «Яблучний сир» фігурує продукт, що вироблений у Свентокшиському воєводстві.